# آریا شاه‌قاسمی
آریا شاه‌قاسمی (به انگلیسی: Aria Shahghasemi) (زادهٔ ۷ اکتبر ۱۹۹۶ در مینسوتا، ایالات متحده) یک بازیگر ایرانی-آمریکایی است که به دلیل بازی در نقش لندن کربی در سریال میراث مشهور است. برخی او را یکی از خوش‌آتیه‌ترین بازیگران آمریکایی می‌دانند.

## زندگی شخصی
آریا شاه‌قاسمی در ۷ اکتبر ۱۹۹۶ در مینیاپولیس، مینسوتا، ایالات متحده آمریکا زاده شد. والدین وی اهل ایران هستند و به ایالات متحده مهاجرت کردند. گرچه او در شبکه‌های اجتماعی فعال است، اطلاعاتی که در آن جا عرضه می‌کند صرفاً کاری و حرفه‌ای است و از این رو، در مورد زندگی خصوصی وی اطلاعات زیادی در دست نیست.

وی پس از اتمام تحصیلات دبیرستان، برای کارشناسی هنرهای زیبا در تئاتر در دانشگاه جنوبی اورگان، نیویورک ثبت نام کرد. پس از آن، او در مدرسه تئاتر نیویورک شرکت کرد تا یک کارآموزی بازیگری را به‌دست آورد. او این برنامه حرفه‌ای را در سال ۲۰۱۵ به پایان رساند. او پیش از شروع بازیگری به عنوان پیشخدمت در یک سالن مخصوص غذاهای دریایی در نیویورک و همچنین یک تابستان را به عنوان نجار مشغول به کار بود.

## زندگی حرفه‌ای
او نخستین کار خود را در فیلم‌سازی با نمایش دیویس بنت در سریال «فراموش نشدنی» آغاز کرد که در سال ۲۰۱۵ به نمایش درآمد. در سال بعد، شاه‌قاسمی بعد از بازی در نقش «عمر» در سریال درام «قانون و نظم» به کانون توجه قرار گرفت. در فیلم مستند کوتاه با عنوان «لهجه»، آریا شاه‌قاسمی نیز نقش کمی داشت اما در آن زمان مورد توجه چندانی قرار نگرفت.
شهرت وی با ایفای نقش وت تچ در سریال «غریزه» و نقش الیاس سانتورو در فیلم «بدون جایگزین»، شکل گرفت.
شاه‌قاسمی به عنوان دستیار تولید در فیلم تلویزیونی واکادمیا کار کرد. در سال ۲۰۱۷، او برای بازی در لندن کربی در پنجمین و آخرین فصل سریال اصیل‌ها انتخاب شد و در سال ۲۰۱۸ به عنوان شخصیت اصلی، بار دیگر نقش لندن کربی را در سریال «میراث» از سر گرفت. افزون بر آن، شاه‌قاسمی در نمایش «اجتماعی بی‌دست و پا» نیز بازی کرده‌است.